# George Truitt
George Truitt (1756 - 8 de outubro de 1818) foi um político norte-americano que foi governador do estado do Delaware, no período de 1808 a 1811, pelo Partido Federalista.